# Diana Panchenko
Diana Vitalevna Panchenko (en ucraniano Діана Віталіївна Панченко; nacida el 21 de mayo de 1988) es una periodista y presentadora de televisión ucraniana.

## Biografía
En 2010, Panchenko se graduó en el Instituto Politécnico Igor Sikorsky de Kiev con un título en edición y edición, y en 2018, se graduó en la Universidad Nacional Taras Shevchenko de Kiev con un título en derecho.  Ella Trabajó en Gazeta.ua, Kyiv TV et y NewsOne.

## Carrera
En 2010, se graduó en el Instituto Politécnico de Kiev con especialidad en "Edición y Redacción". Posteriormente, en 2018, obtuvo un título en Derecho en la Universidad Nacional Taras Shevchenko de Kiev.
En 2010 trabajó brevemente como corresponsal en el periódico Gazeta po-ukrainski. Entre 2010 y 2015, fue corresponsal y presentadora en la televisora TRK Kiev.
En 2015 se unió al canal de televisión NewsOne como presentadora. Durante este periodo condujo programas como Gran Noche, Los Nuestros y Confrontación. En diciembre de 2017, durante un bloqueo de las actividades del canal NewsOne, Panchenko representó al canal al dirigirse al presidente de Ucrania, Petro Poroshenko, exigiendo la protección de la libertad de expresión.
En febrero de 2021, tras las sanciones impuestas por el presidente de Ucrania, por acusaciones de diseminar propaganda rusa para justificar la invasión de Ucrania, Volodímir Zelenski, al propietario de NewsOne, Taras Kozak, lo que llevó al cierre de varios canales, Panchenko y otros empleados migraron al canal Primer Independiente. Hasta 2021, Panchenko era propietaria del 99% de las acciones de Mediaholding Noticias LLC, empresa responsable de las transmisiones de este canal.
En julio de 2021, fue presentadora del festival musical Bazaar Eslavo en Vítebsk. Tras el evento, fue citada por el Consejo Nacional de Televisión y Radiodifusión para dar explicaciones.
Entre octubre de 2021 y febrero de 2022, condujo los programas Confrontación y Formato Ucraniano en el canal Ukrlive. Durante los primeros días del conflicto militar en Ucrania, continuó transmitiendo en este canal.
En septiembre de 2024, Jeanne Cavelier, de Reporteros Sin Fronteras, describió el trabajo de Panchenko de la siguiente manera: «Diana Panchenko es una profesional que hace vídeos periodísticos para difundir información precisa y verídica para el público rusoparlante, y ahora también al angloparlante. Al verificar los hechos para que se ajusten a la realidad, enriquece el espacio informativo con la verdad sobre Ucrania y otros temas internacionales. RSF felicita las acciones de esta periodista, que ayuda al derecho a una información fiable». El artículo también afirmaba que Diana Panchenko residía actualmente en Dubái. A su vez, Panchenko exigió honestidad a Reporteros Sin Fronteras, acusándola de estar financiada por gobiernos y de funcionar como una agencia de relaciones públicas. Afirmó que, a pesar del aumento de su financiación, la libertad de expresión sigue disminuyendo.

## Premios y reconocimientos
Ganadora del premio "Persona del Año 2019" en la categoría de "Periodista del Año". En 2020, fue clasificada como la séptima mujer más influyente de Ucrania según los lectores del sitio web Focus.
En 2021, fue nominada al Premio Mundial de la UNESCO/Guillermo Cano por su contribución a la libertad de prensa.

## Publicaciones
Diana Panchenko. The Inevitable: The Shocking Truth behind the War in Ukraine // Arktos Media Ltd: 2024, 176 páginas. ISBN 1-915755-97-2.